# Blomia tropicalis
Blomia tropicalis é uma espécie de ácaro presente em amostras de poeira intradomiciliar, comumente encontrado em regiões de clima tropical, como o Brasil, infestando residências. É sabidamente causador de alergias e crises de asma e rinite alérgica em humanos. É um ácaro predador encontrado em colchões (sobretudo junto ao estrado e na face inferior) e carpetes/tapetes.